# Толмачево (Брянская область)
Толма́чево — село в Брянском районе Брянской области, в составе Снежского сельского поселения. 
 Расположено в 2,5 км к юго-западу от посёлка Путёвка, в 3 км от городской черты Брянска. 
 Население — 1260 человек (2010).

## История
Впервые упоминается (под названием Грицово) в 1610 году — как владение Козелкиных, частично владевших селом вплоть до XIX века. Современное название появилось в XVII веке и окончательно утвердилось к концу XVIII века; при этом название «Грицево» также использовалось до конца XIX века. Среди других владельцев села — Стрешневы, Борятинские, Надеины, Волконские, Головачевы, Васильчиковы и другие.
В первой половине XVII века село упоминается с двумя церквями (новой Никольской и ветхой Жён-Мироносиц); в 1850 году была построена каменная церковь Николая Чудотворца (не сохранилась).
В XVII—XVIII вв. входило в состав Подгородного стана Брянского уезда; с 1861 по 1924 — в Елисеевской волости (с 1921 — в составе Бежицкого уезда). В 1887 году была открыта земская школа.
В 1924—1929 гг. в Бежицкой волости; с 1929 года в Брянском районе.
До 1970 года являлось центром Толмачевского сельсовета, в 1970—1997 — в Мичуринском сельсовете.
В 1964 году в состав села были включены прилегающие деревни Кры́ловка (юго-восточная часть нынешнего села), Слободка (северная часть нынешнего села) и отделение ОПХ «Толмачево» (современный центр села). Само историческое село ныне составляет западную часть населённого пункта.